# Людовізі

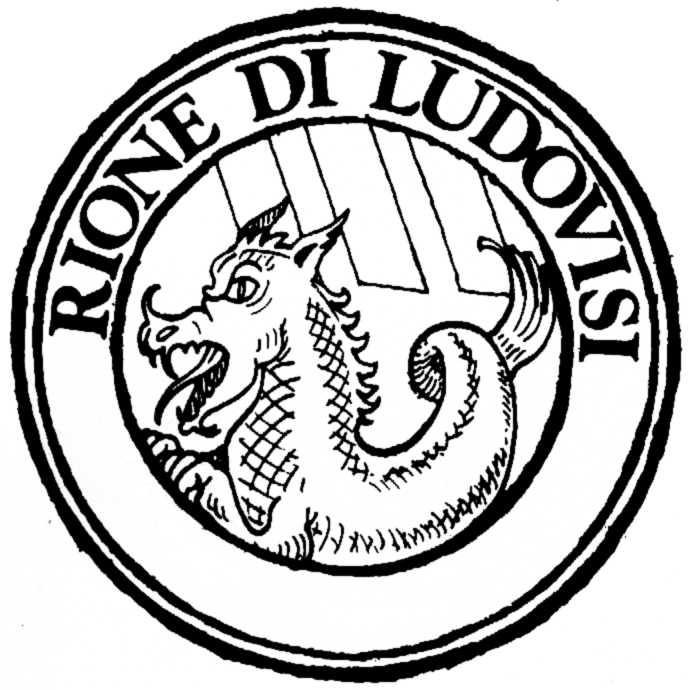
Герб Людовісі

Людовізі (італ. Ludovisi) — XVI район (Rione) Рима. Знаходиться на півдні Пінціо.

## Історія
У 1886 році продав граф Пьомбіо віллу Людовічі місту Риму. Місио створило там новий район через який проходить відома Via Veneto.

## Герб
Гербом району є герб сім'ї Бонкомпан'ї-Людовічі (Boncompagni-Ludovisi) на якому зображені дракон та три діагональні золоті смуги.